# Zaandam
Zaandam es una ciudad en la provincia de Holanda Septentrional de los Países Bajos. Es la principal ciudad del municipio de Zaanstad. Recibió los derechos de ciudad en 1811. Se encuentra al río Zaan, cerca del Canal del Mar del Norte y muy próximo a la capital Ámsterdam.
El primer restaurante McDonald's de Europa abrió en 1971 en Zaandam. La estadística del distrito "Zaandam", que comprende el pueblo y los campos circundantes, es de 72 597 habitantes. Zaandam fue un municipio aislado hasta 1974, cuando pasó a formar parte del nuevo municipio de Zaanstad.

## Historia
Zaandam y la región circundante al río Zaan, conocida como Zaanstreek, tienen una historia íntimamente vinculada a la industria. 
Zaandam fue una ciudad importante en la primera Revolución Industrial. En la Era Dorada, Zaandam sirvió como un gran centro de molienda. Miles de molinos de viento impulsaban aserraderos que procesaban madera escandinava para la industria de la construcción naviera y del papel. Igualmente, Zaandam está históricamente ligada con la industria de caza de ballenas.[cita requerida]
En la segunda mitad del siglo XX, Zaandam aún seguía siendo un importante puerto maderero. Una estatua fue encargada al escultor yugoslavo Slavomir Miletic en honor a esta época; "The Woodworker" ("De Houtwerker") fue instalada el 20 de junio de 2004.
Pedro I de Rusia pasó algún tiempo en Zaandam en 1697, estudiando la construcción naval. La casa en la cual permaneció se conserva como museo; La Casa de Pedro el Zar. En 1911 se colocó una estatua en su honor en la cercana plaza Dam, que fue declarada Rijksmonument.
En 1871, el pintor impresionista Claude Monet vivió en Zaandam durante aproximadamente medio año. Durante ese tiempo, pintó 25 cuadros de la zona, entre ellos Casas en el Achterzaan, Bateaux en Hollande pres de Zaandam y Un molino de viento en Zaandam.

## Economía
El primer restaurante McDonald's de Europa abrió en Zaandam en 1971. La cadena de supermercados Albert Heijn (fundada en la cercana Oostzaan en 1887), convertida ahora en la empresa minorista Ahold Delhaize, tiene su sede en Zaandam. El fabricante de chocolate Verkade también es de Zaandam.
El club de fútbol AZ (Alkmaar Zaanstreek) se fundó en Zaandam el 10 de mayo de 1967.

## Transporte
Hay dos estaciones de tren en Zaandam: La estación de tren de Zaandam y la estación de tren de Zaandam Kogerveld. La provincia de Holanda Septentrional tiene previsto ampliar el metro de Ámsterdam hasta Zaandam.

## Galería

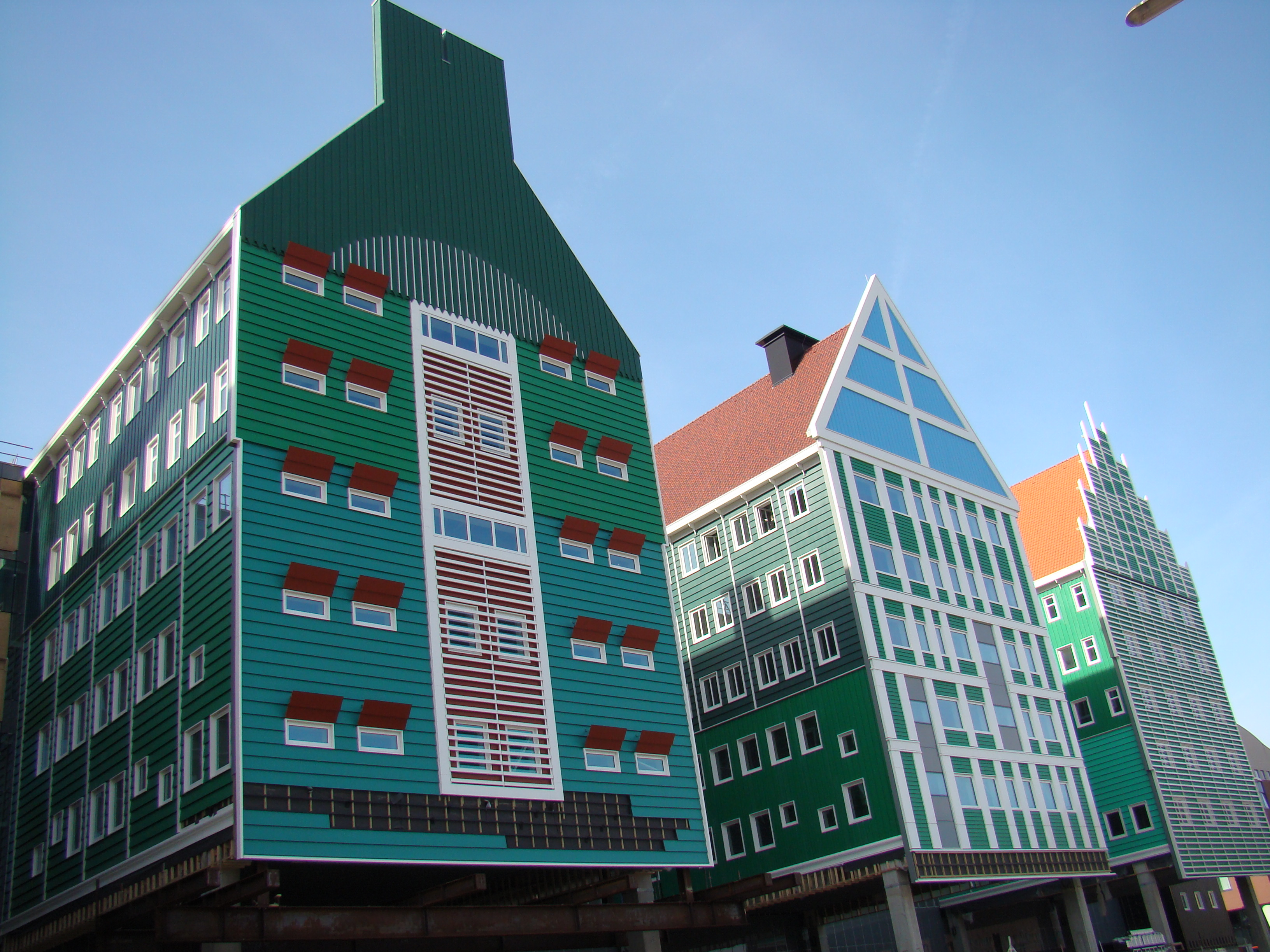
Zaandam. Ayuntamiento
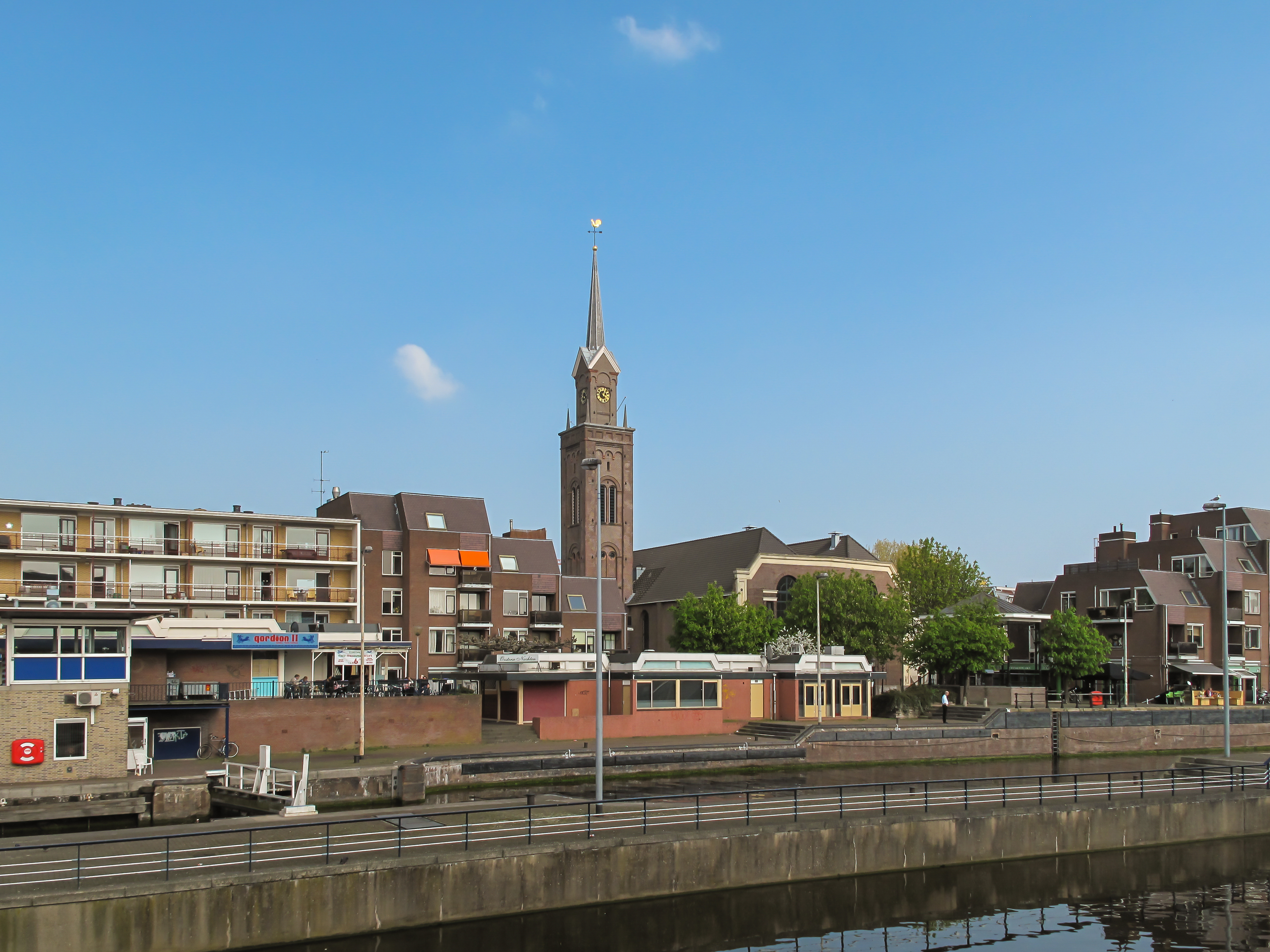
De Oostzijderkerk
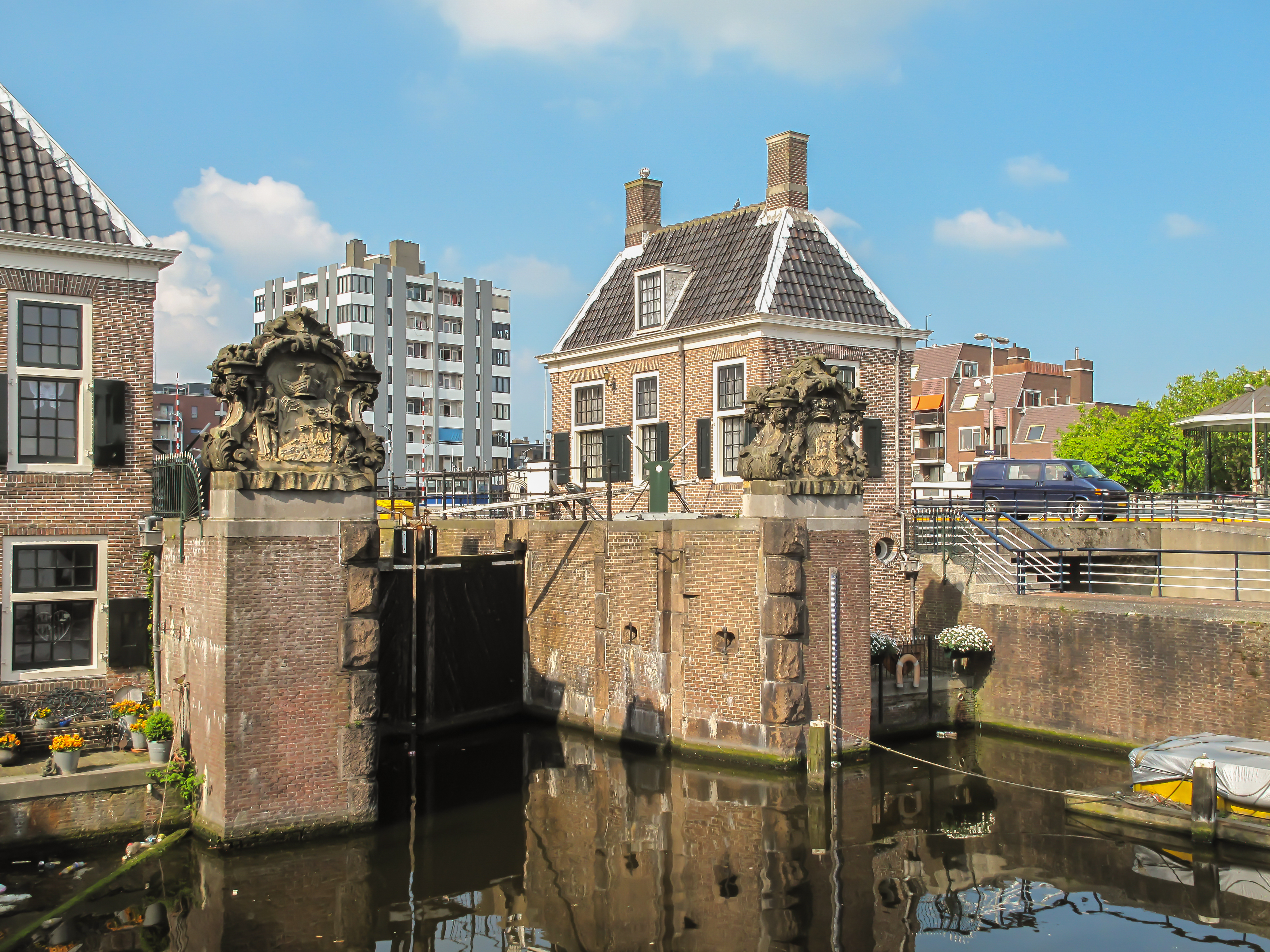
Zaandam, esclusa
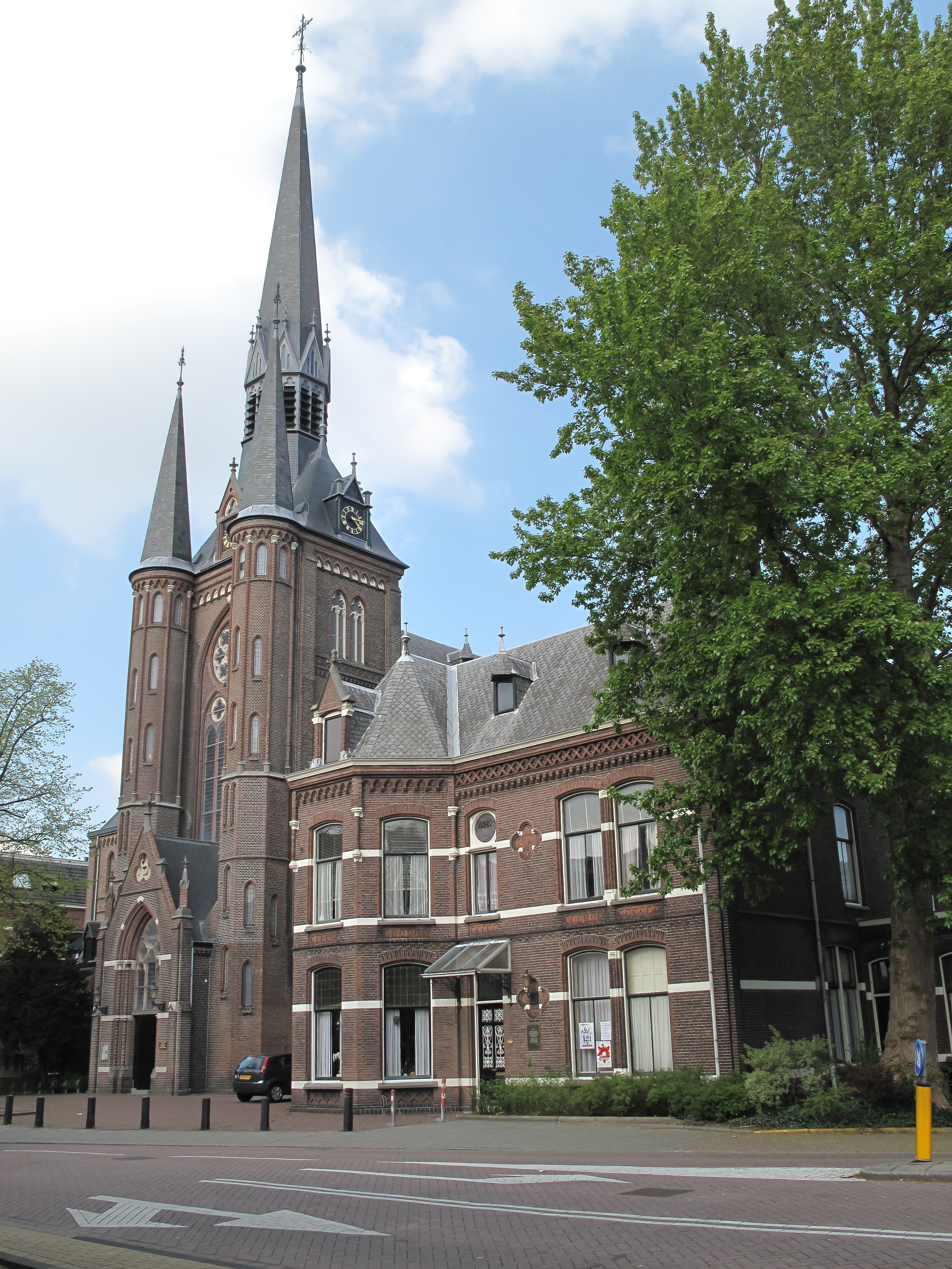
De Sint Bonifatiuskerk
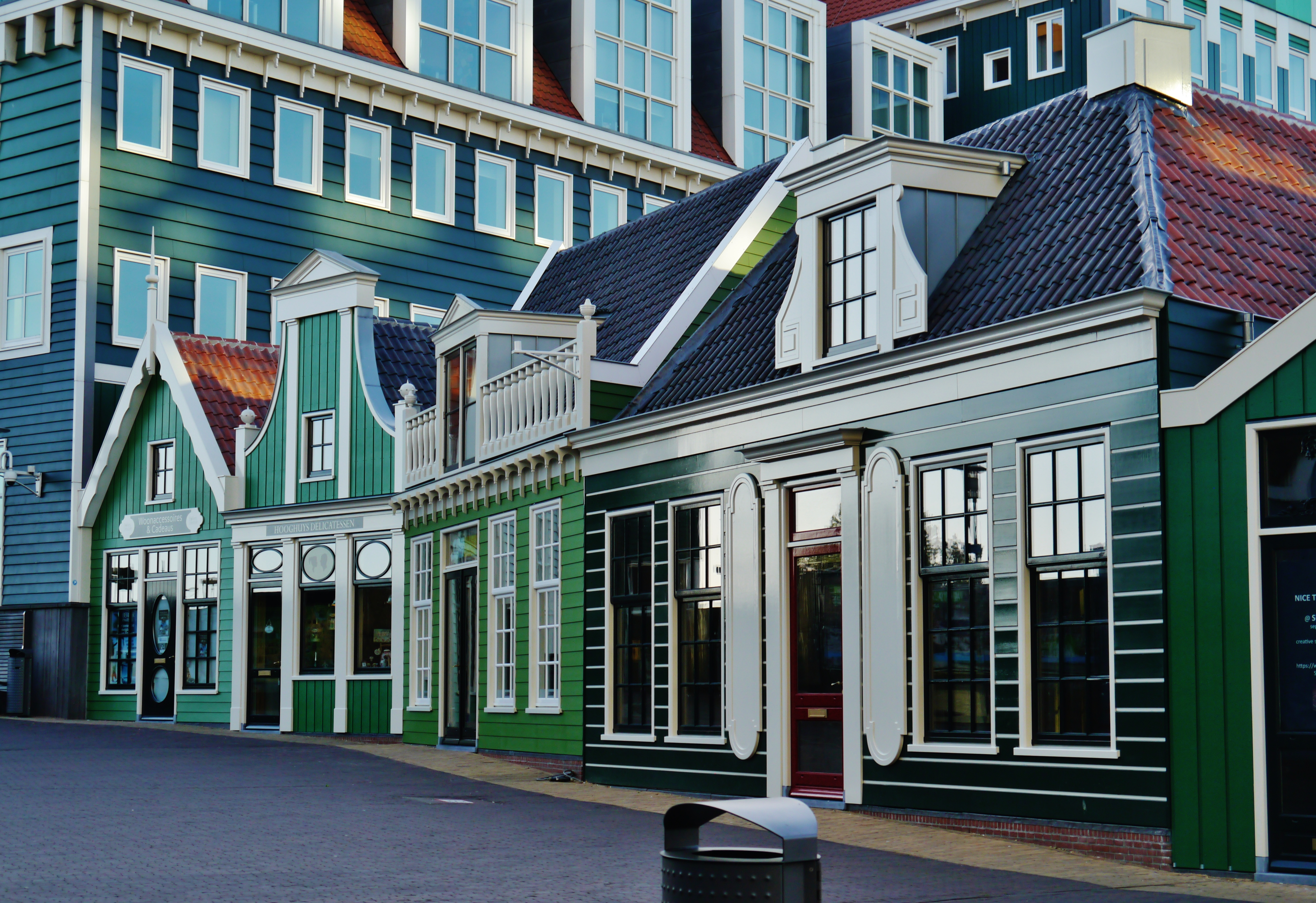
Zaandam. Centro de la ciudad
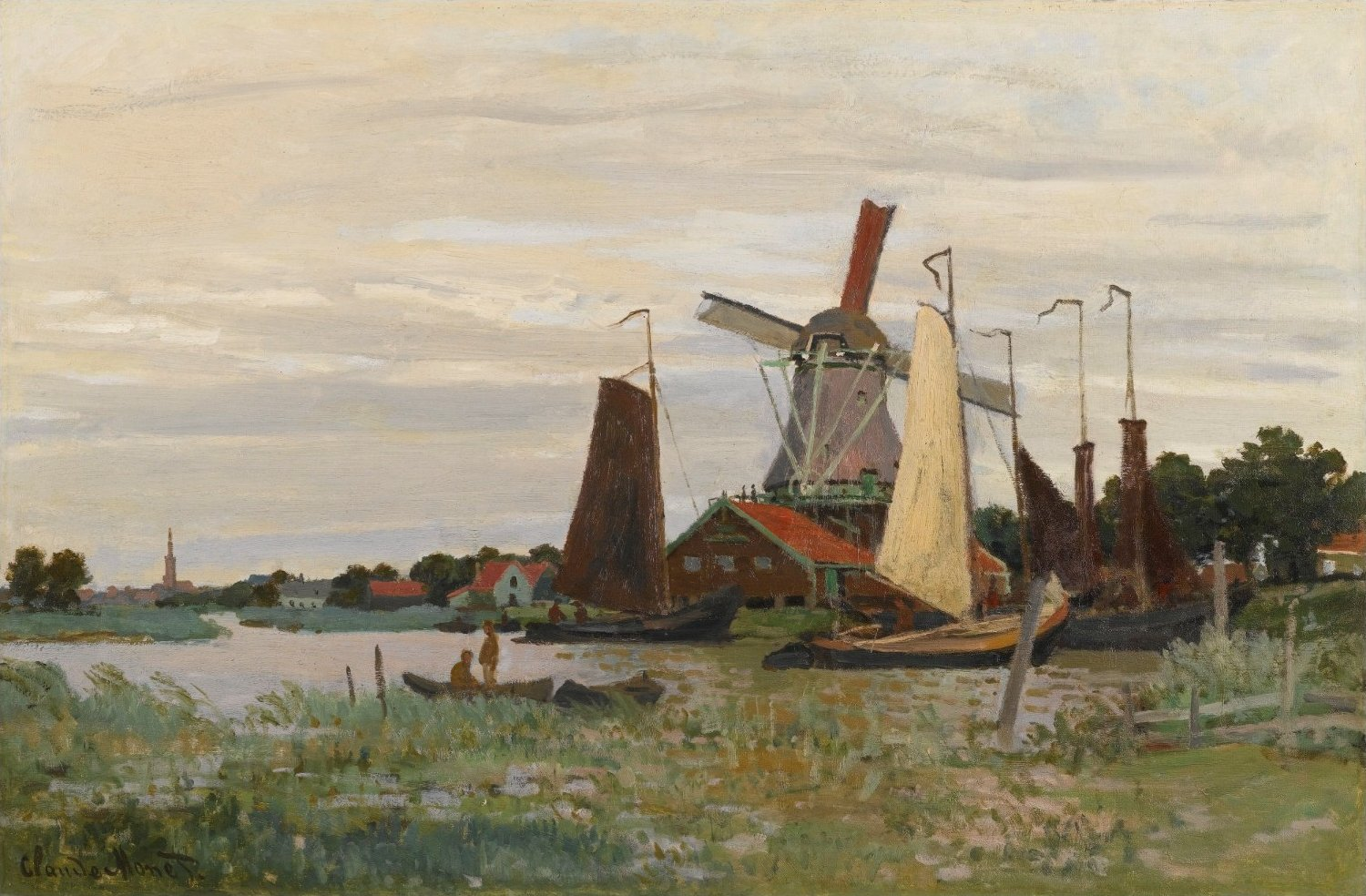
Molino de viento cerca de Zaandam pintado en 1871 por Claude Monet
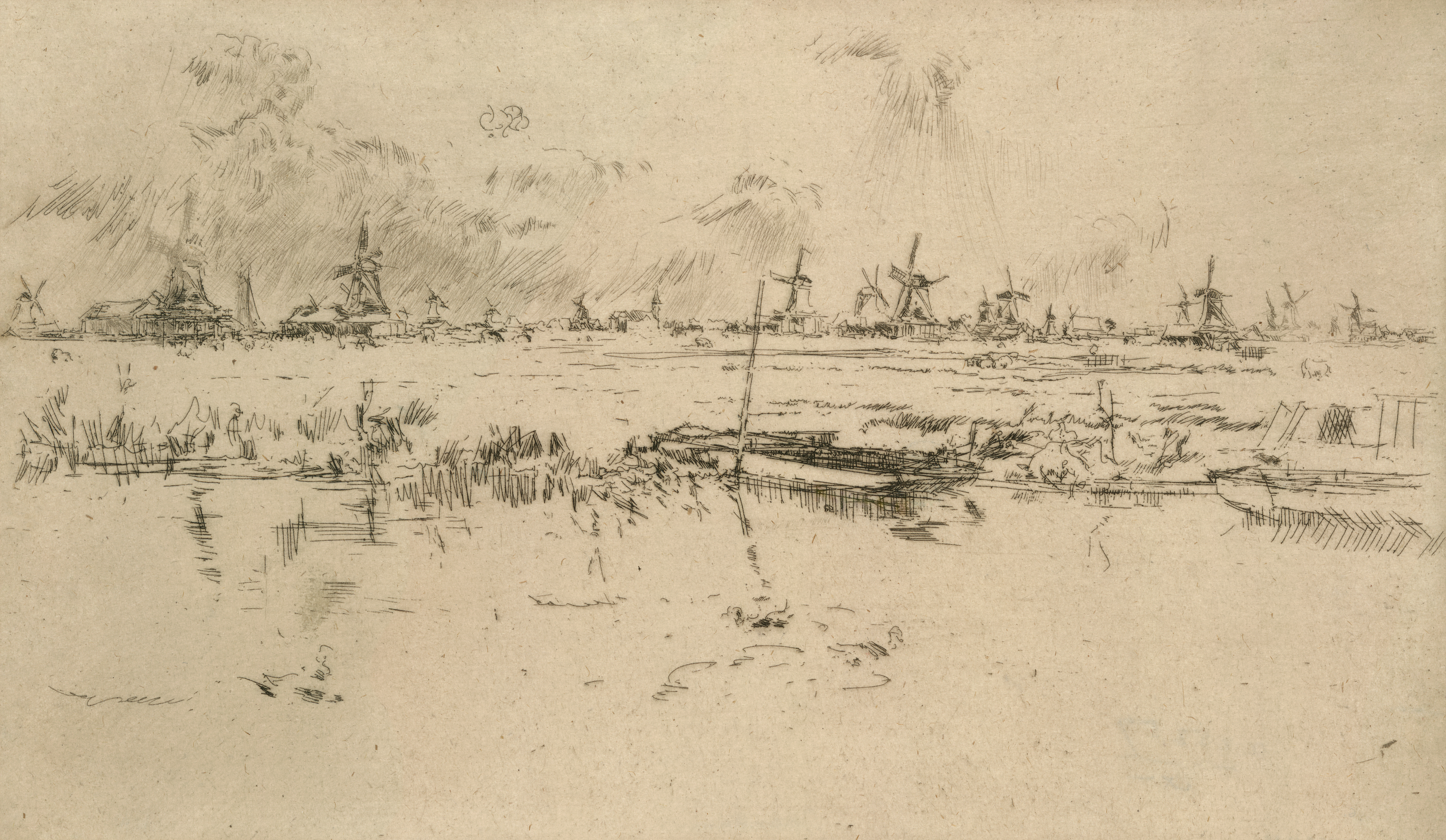
Zaandam circa 1889. Etching by James McNeill Whistler
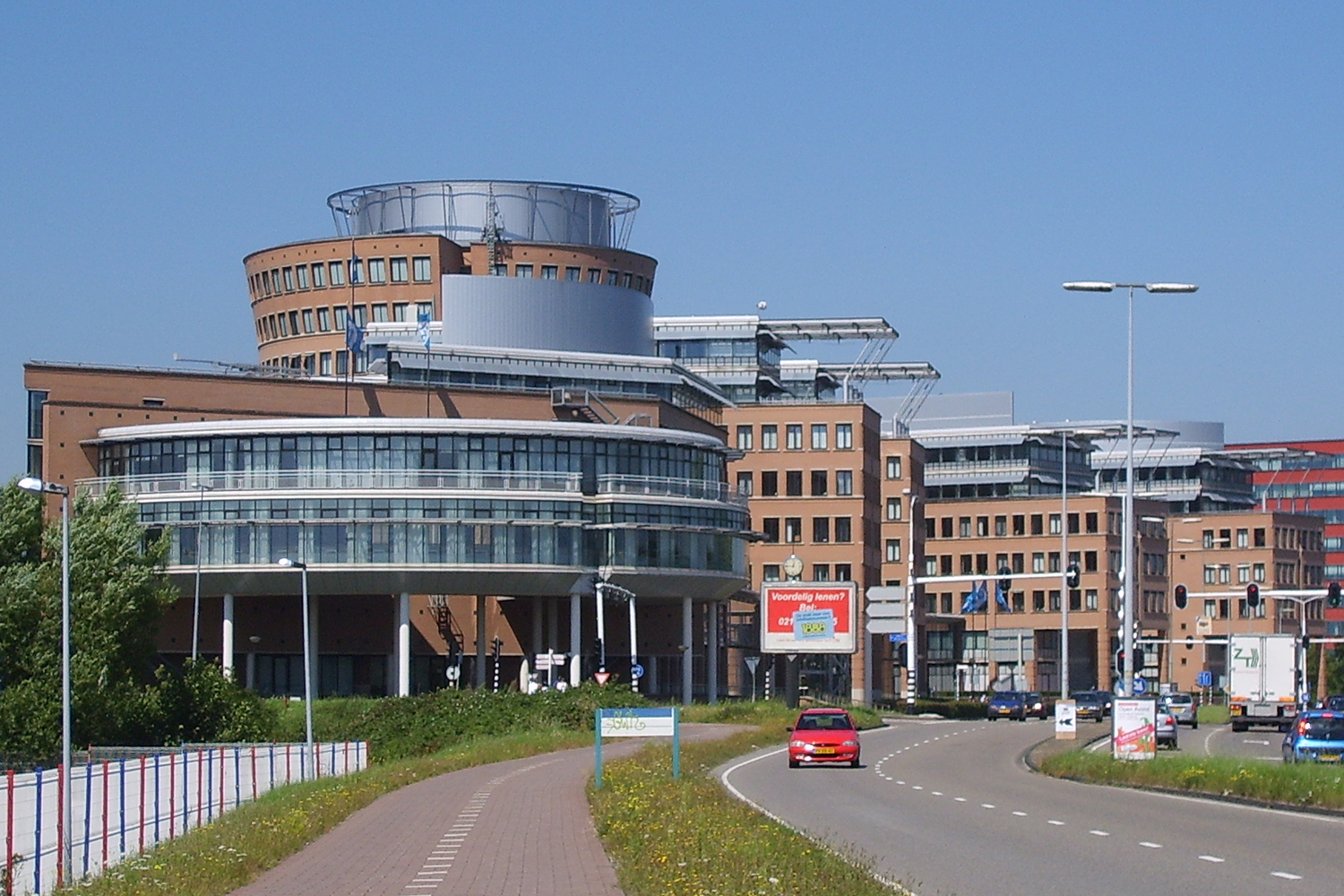
Sede de Albert Heijn en Zaandam

## Personas destacadas
- Anton Mauve (1838-1888), pintor
- Jan Verkade (1868-1946), pintor

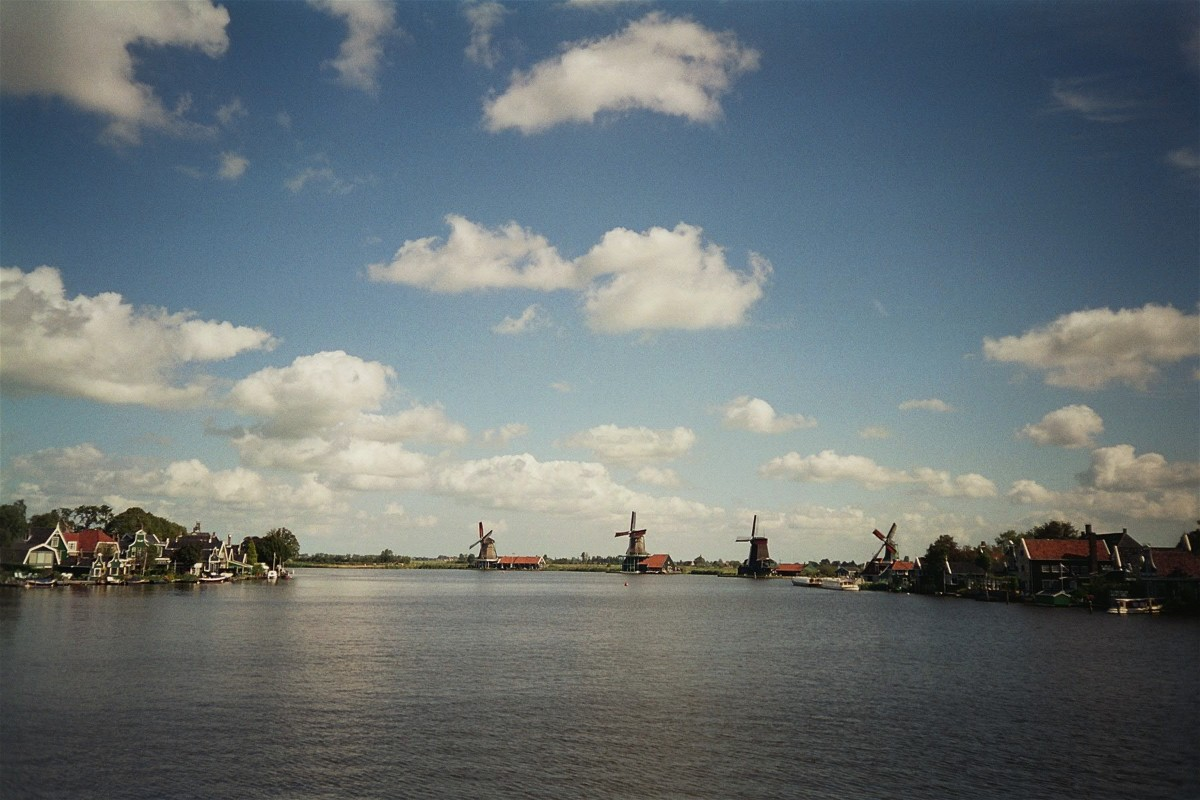
El río Zaan

- Kees Bruynzeel (1900-1980), mercadista.
- Arie Smit (*1916), pintor
- Han Bennink (*1942), músico de jazz
- Johnny Rep (*1951), jugador de fútbol
- Erwin Koeman (*1961), jugador de fútbol
- Robert Molenaar (*1969), jugador de fútbol
- Ronald Koeman (*1961), jugador de fútbol